# Бруно (львівський війт)
Бруно (лат. Bruno advocatia tenens) - львівський війт в 1352 році.

Згадується в першому відомому списку львівський райців, датованому 1352 роком, що наведений у документі про надання магістратом права на третю  частину  прибутку  з  млина  під  Збоїщами,  записаного  княгиною  Анною костелові  Діви  Марії.